# Vuren
Vuren (51° 49′ N, 5° 03′ L) é uma cidade dos Países Baixos, na província de Guéldria. Vuren pertence ao município de Lingewaal, e está situada a 5 km, a leste de Gorinchem.
Em 2001, a cidade de Vuren tinha 1575 habitantes. A área urbana da cidade é de 0.47 km², e tem 608 residências.
A área de Vuren, que também inclui as partes periféricas da cidade, bem como a zona rural circundante, tem uma população estimada em 2090 habitantes.
- «Vuren village homepage»